# Giulio Perini
Giulio Perini (Fermo, 14 maggio 1994) è un cestista italiano.

## Carriera
Cresciuto nel Porto San Giorgio Basket, si è trasferito nel 2010 alla Victoria Libertas Pesaro con cui ha esordito giovanissimo in Serie A (a 16 anni, il 27 febbraio 2011, contro il Teramo Basket). Dal 2011 milita ancora in Serie A nella Sutor Basket Montegranaro, con la cui maglia vanta 13 presenze (5 nel 2011-12 e 8 nel 2012-13). Nel mese di novembre si trasferisce in DNB alla Virtus Basket Fondi , dopo l'esperienza a Fondi si è trasferito a Pedaso Basket che milita in serie C1, nell'estate 2015 ha firmato con la Sangiorgese 2000.